# لیو یونفی
لیو یونفی (متولد ۸ مه ۱۹۷۹) دروازه‌بان تیم چین در جام ملت‌های آسیا ۲۰۰۴ بود. با این حال، در اوج دوران حرفه‌ای‌اش، قبل از دستگیری به‌خاطر داشتن مواد مخدر غیرقانونی، توسط باشگاهش به دلیل استفاده تفریحی از مواد مخدر تنبیه شد، که باعث شد در سال ۲۰۰۷ در سن ۲۷ سالگی بازنشسته شود. در ۱۵ آوریل ۲۰۲۱، لیو تصمیم گرفت در سن ۴۲ سالگی به میادین بازگردد.